# مولينا أترنو
مولينا أترنو (بالإيطالية: Molina Aterno)‏ هي بلدية في مقاطعة لاكويلا في إقليم أبروتسو الإيطالي.

## السكان
في سنة 1861 بلغ عدد السكان 822 نسمة، وتطور العدد ليصل في سنة 2011 لـ 419 نسمة.
يظهر هذا المخطط البياني تطور النمو السكاني لـ مولينا أترنو